# Елиша Кътбърт
Елиша Кътбърт (на английски: Elisha Ann Cuthbert) е канадска актриса.
Позната е като актриса от редица канадски детски телевизионни сериали. Голяма популярност добива с ролята си на Ким Бауер в американския сериал „24“. Нейната първа главна роля на широкия екран е във филма „Съседка за секс“ през 2004 г.
Кътбърт е родена в Калгари, щата Алберта в семейството на Патрициа, домакиня, и Кевин Кътбърт, който е автомобилен дизайнерски инженер. Има по-малки брат и сестра – Джонатан и Лий-Ан. Израснала е в Грийнфийлд Парк, близо до Монреал.
Когато е на 7 години, Кътбърт започва да позира като модели за разни линии на детски дрехи и обувки. Прави своята първа телевизионна изява в допълнителни епизоди за деца „Страх ли те от тъмнината?“
Нейните репортажи пленяват вниманието на тогавашната първа дама Хилари Клинтън, която я кани да посети Белия дом. Първата роля на Кътбърт в игрален филм е в семейната драма Dancing on the Moon (1997). Появява се в няколко други канадски семейни филми и във въздушния трилър Airspeed. Кътбърт изгрява в канадския телевизионен филм Lucky Girl (2001).
Получава канадската филмова награда Gemini за нейното изпълнение. През 2000 г. завършва местно висше училище и се премества в Лос Анджелис, Калифорния, за да прави кариера като актриса. Скоро след това участва в ролята на Ким Бауър, дъщеря на агента Джак Бауър в хитов телевизионен сериал. Играе и в „Съседка за секс“, House Of Wax, Captivity, My Sassy Girl, He Was A Quiet Man, тв комедийно фантастичен филм Time at the Top (На гости в миналото) 1999 г. и други.